# Igor Kravtsov
Igor Aleksandrovitj Kravtsov (ryska: Игорь Александрович Кравцов), född den 21 december 1973 i Magnitogorsk i Ryska SFSR, är en rysk före detta roddare.
Han tog OS-guld i scullerfyra i samband med de olympiska roddtävlingarna 2004 i Aten.